# Eospalax fontanierii
Eospalax fontanierii — вид мишоподібних гризунів родини сліпакові (Spalacidae). Вид є ендеміком Китаю, зустрічається, в основному, у провінції Цінхай неподалік Пекіна та у навколишніх регіонах. Доросла особина важить в середньому 0,26 кг, тіло завдовжки 15-27 см, хвіст — 3-7 см. Популяція зменшується через застосування отрутохімікатів.